# Saint-Romain-sur-Gironde
Saint-Romain-sur-Gironde è un comune francese di 50 abitanti situato nel dipartimento della Charente Marittima nella regione della Nuova Aquitania.

## Società

### Evoluzione demografica
Abitanti censiti